# Dongjak (métro de Séoul)
Pour les articles homonymes, voir Dongjak.
Dongjak (hangeul : 동작 ; hanja : 銅雀, sous nommée Seoul National Cemetery) est une station, de corresspondance entre la ligne 4 et la ligne 9 du métro de Séoul. Elle est située aux 213 et 257 Hyeonchung-ro, quartier Dongjak-dong, dans l'arrondissement de Dongjak-gu, à Séoul en Corée du Sud.
Ouverte en 1985, comme station de passage de la ligne 4, elle devient en 2009 une station de correspondance entre la ligne 4 et la ligne 9. Elle est desservie sur les deux lignes par des rames omnibus et des rames express.

## Situation sur le réseau

Plan du réseau (2023)

La station Dongjak est une station de correspondance entre la ligne 4 et la ligne 9 du métro de Séoul, : 
sur la ligne 4, établie en aérien, elle est située entre la station Ichon, en direction du terminus nord Jinjeop, et la station Université de Chongshin, en direction du terminus sud-ouest Oido', ;
sur la ligne 9, établie en souterrain, elle est située entre la station Heukseok, en direction du terminus ouest Gaehwa, et la station Noksapyeong, en direction du terminus est VHS Medical Center,. 

## Histoire
La station de passage Dongjak, de la ligne 4 est mise en service le 18 octobre 1985 lors de la mise en exploitation de cette section de la ligne 4.
Elle devient une station de correspondance avec la ligne 9, lors de la mise en exploitation le 24 juillet 2009 de la première section de la ligne 9, de Gaehwa à Sinnonhyeon,.

## Services aux voyageurs

### Accès et accueil
La station dispose de cinq bouches numérotées de 1 à 5. Elle dispose de trois niveaux souterrains reliés par des escaliers et des ascenseurs. Elle est équipées d'automate notamment pour l'achat titres de circulation et d'un centre pour les objets trouvés.

### Desserte

#### Station ligne 4
Dongjak (L4) est desservie par les rames omnibus de la ligne 4 ainsi que par les rames express qui circulent sur cette même ligne.

Installations
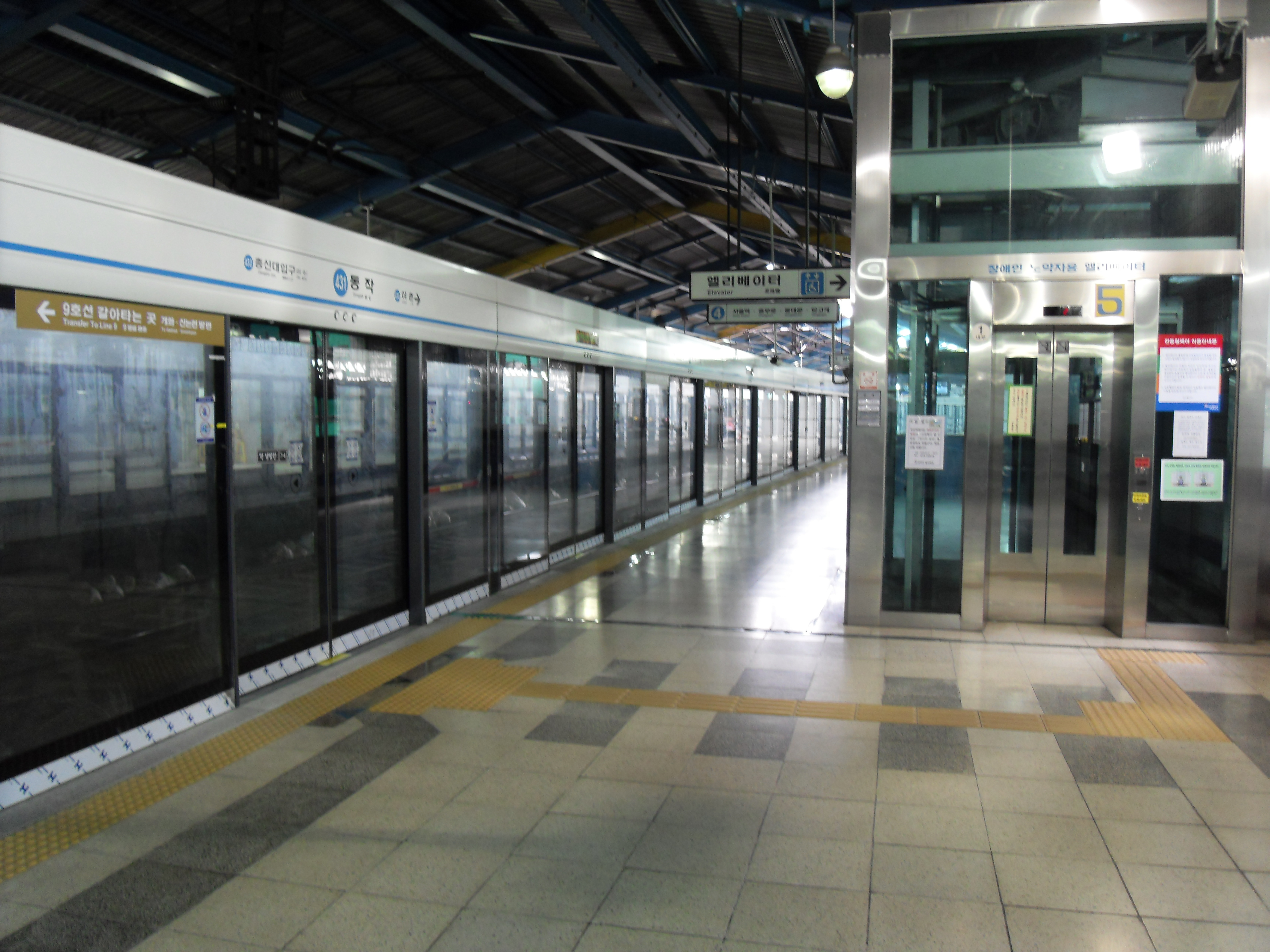
En 2009.
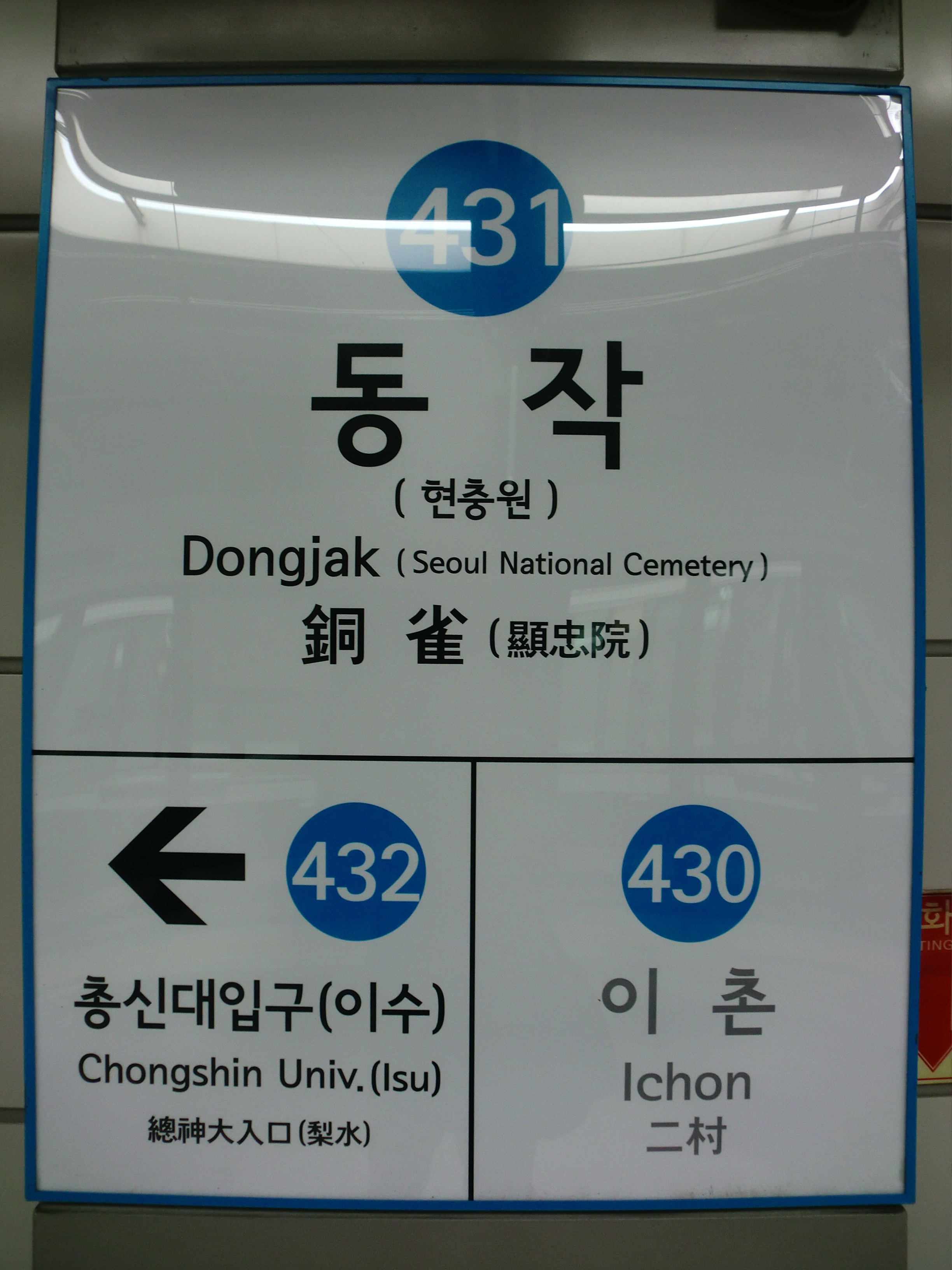
En 2014.
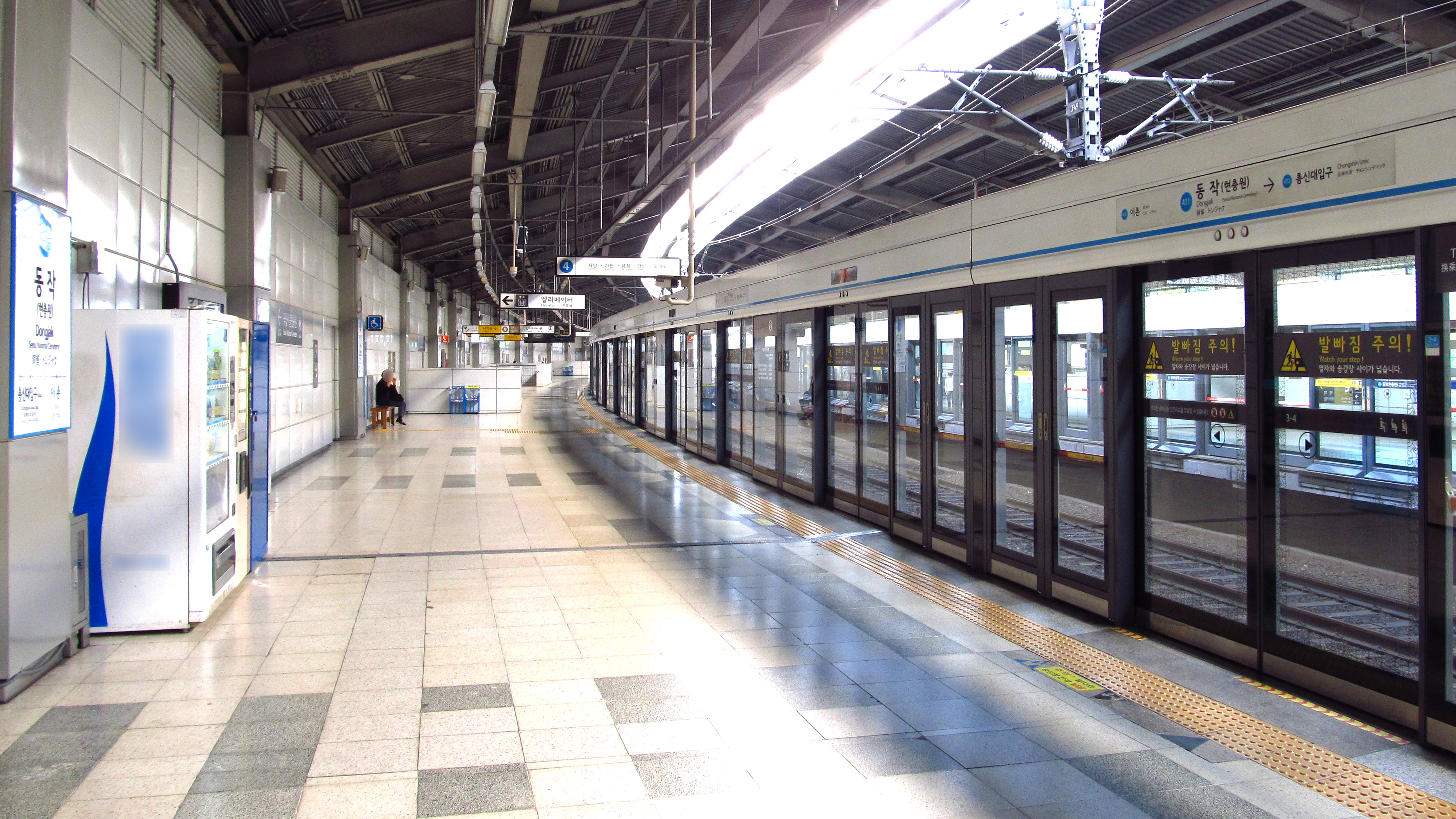
En 2019.

#### Station ligne 9
Dongjak (L9) est desservie par les rames omnibus de la ligne 9 ainsi que par les rames express qui circulent sur cette même ligne.

Installations
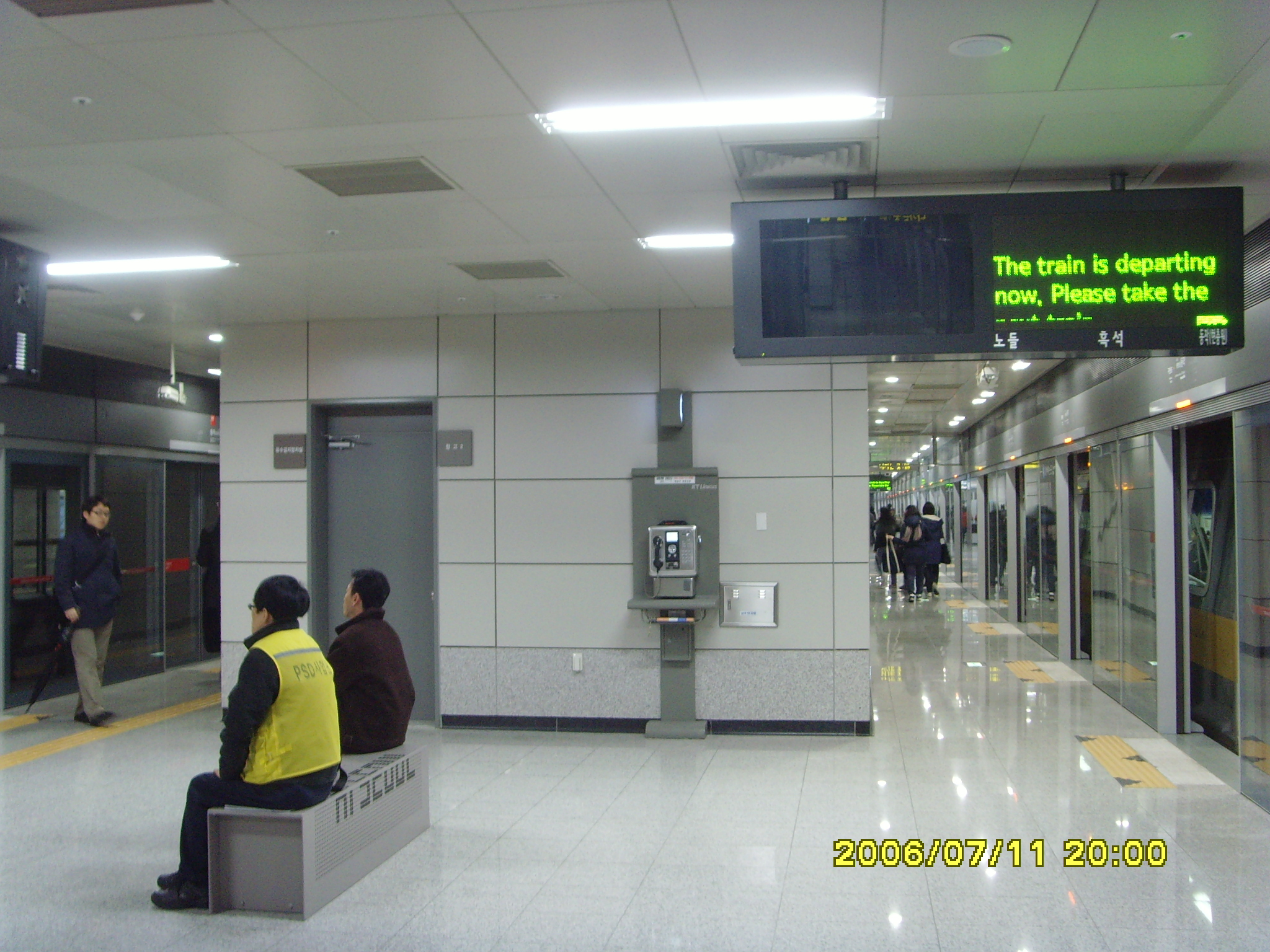
En 2006.
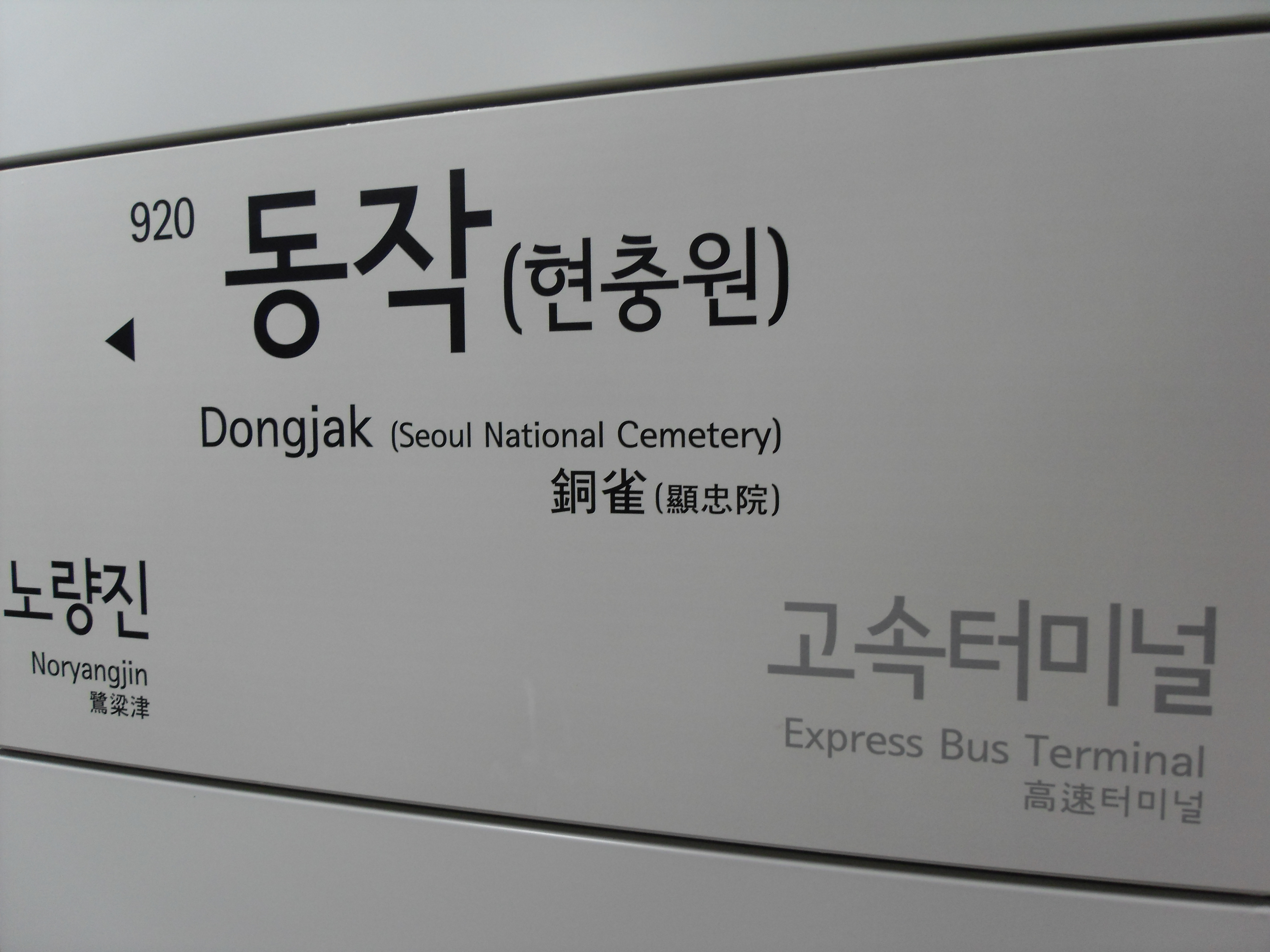
En 2009.
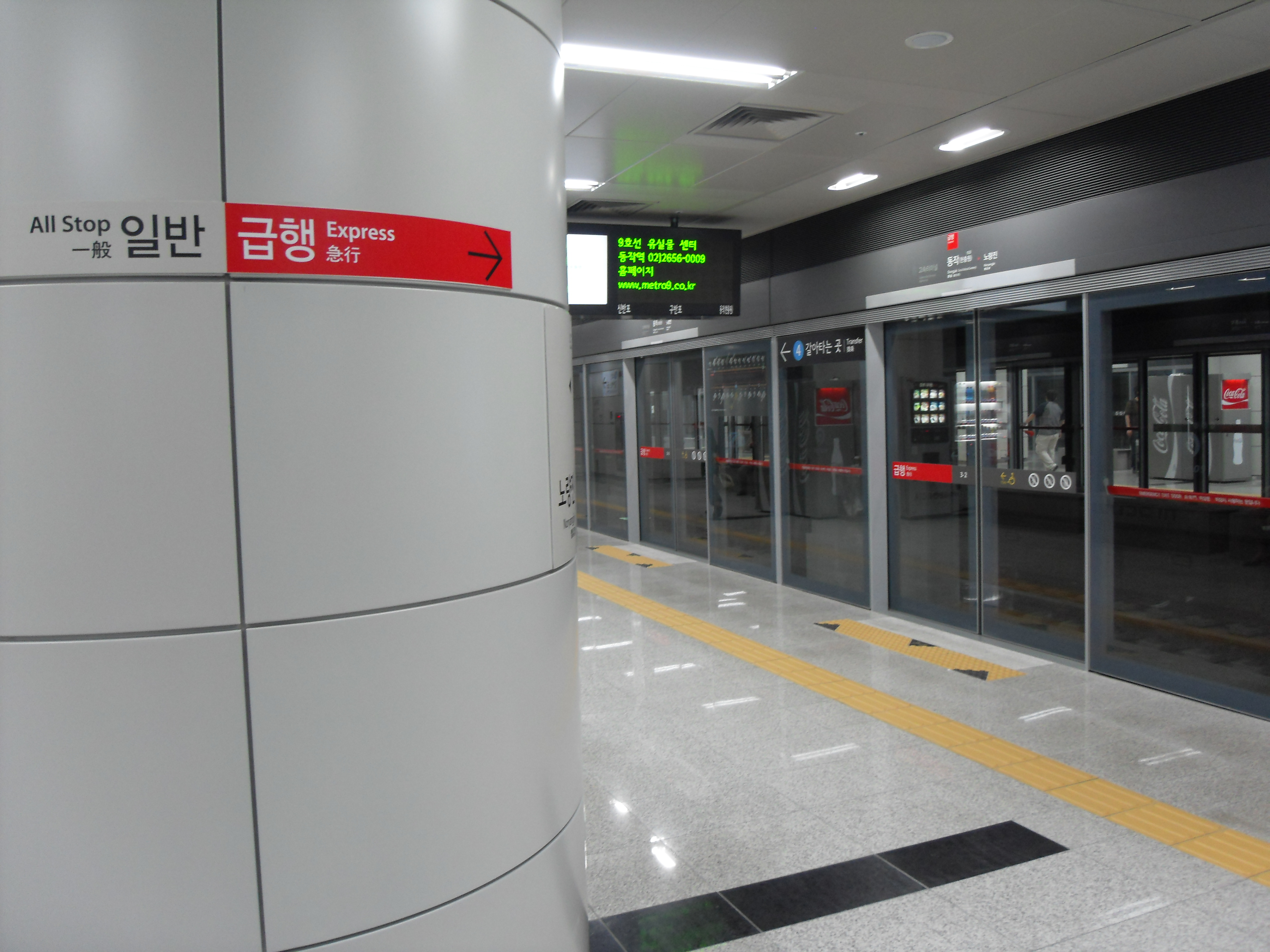
En 2009.

### Intermodalité
Des arrêts de bus sont situés à proximité.

## À proximité
Notamment le cimetière national de Séoul.